# 전한 소제 (4대)
한 소황제 유홍(漢 少皇帝 劉弘, ? ~ 기원전 180년)은 전한 제 4대 황제(재위 : 기원전 184년 ~ 기원전 180년)이다. 본래 휘는 산(山)이었으나 항산왕(恒山王)이 된 이후에는 의(義)로, 황제로 즉위한 후에는 홍(弘)으로 고쳤다.

## 생애
혜제와 후궁인 미인 주씨와의 사이에 태어났다. 처음은 양성후(襄城侯)로 봉해졌다. 항산왕 유불의가 죽자, 그 대를 이어 항산왕으로 봉해졌다. 후에 형 소제가 여태후에 살해되었고 의해 황제로 즉위했다.
고후 8년(기원전 180), 고후가 죽었다. 황족 및 대신 진평·주발·관영 등의 주도로 여씨 일족이 축출되었고, 소제는 형제들과 함께 감금되었다. 곧 대왕 유항이 조정으로 와 황제로 즉위하였고(문제), 즉위 직전에 소제 유홍은 여음후(汝陰侯) 하후영에 의해 궁내에서 추방되어 소부에 감금되었다. 그러나 대왕이 입성한 후 소부에서 형제 항산왕, 양왕·회양왕과 함께 시해되었다. 소제와 항산왕·양왕·회양왕은 혜제와 혜제의 후궁 사이에서 태어난 모두 진짜 아들이었다. 그런데 장황후가 그들을 모두 자기 아들로 하였는데 이것으로 인해 대신들에게 여후가 세운 가짜라고 의심받아 죽임을 당한 것이다.

## 기년
| 후소제 | 서력(西曆)                           | 간지(干支) | 여후(呂后) |
| 원년   | 기원전 184년 10월 ~ 기원전 183년 9월 | 무오(戊午) | 5년        |
| 2년    | 기원전 183년 10월 ~ 기원전 182년 9월 | 기미(己未) | 6년        |
| 3년    | 기원전 182년 10월 ~ 기원전 181년 9월 | 경신(庚申) | 7년        |
| 4년    | 기원전 181년 10월 ~ 기원전 180년 9월 | 신유(辛酉) | 8년        |

| 전임 형 항산애왕 유불의 | 전한의 항산왕 기원전 186년 ~ 기원전 184년 | 후임 형제 유조 |

| 전임 소제 | 제4대 전한 황제 기원전 184년 - 기원전 180년 | 후임 문제 유항 |